# John Blacking
John Anthony Randoll Blacking (1928 – 1990) fue un etnomusicólogo y antropólogo social británico.

## Biografía

### Formación académica
John Blacking fue educado en la Salisbury Cathedral School y en el King's College, Cambridge, donde fue alumno del ilustre antropólogo, Meyer Fortes. 
Después de servir en el Ejército británico en Malasia,  fue empleado por Hugh Tracey en la Biblioteca Internacional de Música Africana (ILAM) y más adelante estudió la música y la cultura del pueblo Venda en Sudáfrica en la década de 1950.  En 1965 le fue otorgado un Ph.D. por parte de la Universidad del Witwatersrand por su trabajo sobre las canciones de los niños Venda, y en el mismo año fue ascendido a Profesor y Jefe del Departamento de Antropología Social.

### Trabajo académico
En el campo de la etnomusicología,  Blacking es conocido por su defensa temprana y enérgica de una perspectiva antropológica en el estudio de la música (otros son David McAllester [desde 1916 hasta 2006] y Alan Merriam [1923 hasta 1980]). 
Después de eso, pasó la mayor parte de su carrera académica en la Universidad Queen’s de Belfast, en Irlanda del Norte, donde fue profesor de antropología social de 1970 hasta su muerte en 1990. La mayor parte de sus ideas sobre el impacto social de la música pueden encontrarse en su libro de 1973, ¿Qué tan musical es el hombre? (How Musical is Man?, por su título original en inglés). En este libro que ha influenciado a otros etnomusicólogos y antropólogos, Blacking llama a un estudio de la música como "Sonido Organizado Humanamente" (ese es el título del primer capítulo), argumentando que “son las actividades de Hombre Hacedor de Música lo que es de mayor interés y consecuencia para la humanidad que los particulares logros musicales del hombre occidental”, y que “ningún estilo musical tiene 'sus propios términos': sus términos son los términos de su sociedad y cultura".
Sus otros libros incluyen Venda Children's Songs (1967), uno de los primeros libros de etnomusicología centrados directamente en la interpenetración de la música y la cultura, Anthropology of the Body (London:Academic Press,1977)) y A Commonsense View of All Music: reflections on Percy Grainger's contribution to ethnomusicology and music education (Cambridge: Cambridge University Press, 1989).
El Centro Callaway en la Universidad de Australia Occidental resguarda un archivo de sus notas de campo y cintas, el John Blacking Collection.  Escribió y presentó una serie, Dancing, para Ulster Television. Fue nombrada John Blacking House en Belfast, en honor a su implicación con la Open Door Housing Association.

## Obras
- Blacking, John. 1954. Some notes on a theory of African rhythm advanced by Erich von Hornbostel. African Music: Journal of the International Library of African Music, Roodepoort, International Library of African Music, v. 1, n. 2, p. 12-20. ISSN 0065-4019. Disponible en: http://journal.ru.ac.za/index.php/africanmusic/article/view/251.[4]
- Blacking, John. 1954. Eight flute tunes from Butembo, east Belgian Congo: an analysis in two parts, musical and physical: Part 1. African Music: Journal of the International Library of African Music, Roodepoort, International Library of African Music, v. 1, n. 2, p. 24-52. ISSN 0065-4019. Disponible en: http://journal.ru.ac.za/index.php/africanmusic/article/view/253.